# Rubí
Pour les articles homonymes, voir Rubi (homonymie).
Rubí est une commune de la province de Barcelone, en Catalogne, en Espagne, de la comarque de Vallès Occidental

## Géographie
Rubí est entourée par les communes de Terrassa, Castellbisbal, Sant Quirze del Vallès et Sant Cugat del Vallèspour les plus grandes, la ville est située à 5 km au nord-ouest de Sant Cugat del Vallès. 
Située à 134 mètres d'altitude, la ville de Rubí a pour coordonnées géographiques Latitude: 41° 29' 32'' Nord et Longitude: 2° 1' 53'' Est.

Elle est longée par les autoroutes AP-7 (E- 15) et C-16 et se trouve a Nord-Ouest de Barcelone, à une vingtaine de kilomètres de la capitale Catalane.
Train par les Ferrocarrils de la Generalitat de Catalunya (FGC) : Ligne S1

## Politique et administration
La ville de Rubí comptait 79 007 habitants aux élections municipales du 28 mai 2023. Son conseil municipal (en espagnol : Pleno del Ayuntamiento) se compose donc de 25 élus.
Depuis les premières élections municipales démocratiques de 1979, la ville a toujours été dirigée par un maire de gauche ou de centre gauche.

### Maires
| Mandat    | Maire | Maire                                    | Parti | Majorité |
| --------- | ----- | ---------------------------------------- | ----- | -------- |
| 1979-1983 |       | Miquel Llugany                           | PSUC  | 9 / 21   |
| 1983-1987 |       | Miquel Llugany                           | PSUC  | 15 / 21  |
| 1987-1991 |       | Miquel Llugany                           | IC    | 13 / 21  |
| 1991-1995 |       | Miquel Llugany Eduard Pallejà (1994)     | IC    | 13 / 25  |
| 1995-1999 |       | Eduard Pallejà                           | ICV   | 11 / 25  |
| 1999-2003 |       | Eduard Pallejà Núria Buenaventura (2000) | ICV   | 10 / 25  |
| 2003-2007 |       | Carme García Lores                       | PSC   | 10 / 25  |
| 2007-2011 |       | Carme García Lores                       | PSC   | 12 / 25  |
| 2011-2015 |       | Carme García Lores                       | PSC   | 8 / 25   |
| 2015-2019 |       | Ana Maria Martínez Martínez              | PSC   | 6 / 25   |
| 2019-2023 |       | Ana Maria Martínez Martínez              | PSC   | 10 / 25  |
| 2023-2027 |       | Ana Maria Martínez Martínez              | PSC   | 9 / 25   |

## Démographie
Rubí compte 71 927 habitants au dernier recensement de la population. Sa densité de population est de 2 233,8 habitants par km² sur la ville.

## Personnalités liées à la commune
- Josep Rovira i Canals (1902-1968), homme politique et militaire républicain espagnol, résistant de la Seconde Guerre mondiale, est né dans la commune.

## Jumelages
- Clichy (France)
- Pudahuel (Chili)